# Creu de terme d'Aiguamúrcia
Creu de terme d'Aiguamúrcia és un monument del municipi d'Aiguamúrcia (Alt Camp) declarat bé cultural d'interès nacional,. La creu està situada a l'extrem oest del pont d'accés de Santes Creus, a la cruïlla de les carreteres que comuniquen Santes Creus amb Tarragona i el Pont d'Armentera.

## Descripció
Es tracta d'una creu monumental, amb elements de diverses èpoques. El monument està format per un triple basament esglaonat, de forma octogonal per un pilar amb arestes mortes acabat en un nus gòtic decorat amb creus i elements vegetals per un cos octogonal amb vuit fornícules on es troben vuit figures esculpides i, finalment, una senzilla creu llatina motllurada corona el conjunt. El material bàsic és la pedra.

## Història
Aquesta creu, tot i haver conegut diverses ubicacions, ha mantingut la seva funció d'orientar els viatgers i assenyalar-los el camí d'accés al monestir. La datació del conjunt es fa difícil perquè s'ha refet en diferents ocasions. Se sap que el nus és de la fi del s. XIV, el pom del s. XVI i l'escalinata del XVII. L'any 1936, va ser desmuntada per tal de salvar-la d'una possible destrucció, i el 1948 erigida novament al lloc que ocupa actualment, i se'n restaurà la part superior. Aquestes obres van dur-se a terme per ordre de la Comissió de Monuments, amb motiu de commemorar-se la fundació de l'Arxiu Bibliogràfic de Santes Creus.